# Адирексан, Понгпон
Понгпон Адирексан (родился 23 марта 1942 года, тайск. ปองพล อดิเรกสาร) — тайский политический деятель, писатель, член партии Тай Рак Тай. Бывший министр иностранных дел Таиланда (27 марта 1992 — 15 июня 1992), министр в канцелярии премьер-министра (1995—1996), министр образования (2002—2003). Является автором нескольких романов, использует псевдоним Paul Adirex. Снимает документальные фильмы о природе.

## Биография
Понгпол Адирексарн родился 23 марта 1942 года в провинции Сарабури, Таиланд. Учился в местной школе, потом — в Лихайском университете. В 1964 году окончил университет, получив степень бакалавра. В 1966 году получил степень магистра в Американском университете.
Вернувшись в Таиланд, он работал в Министерстве экономических связей Министерства экономики, затем занял пост в Тайском отделе Центральной Intelligence.
В период с 1973 по 1991 год Адирексан работал в частном секторе на должностях: управляющий директора кампании Royal Mosaic Exports Co., Ltd., президент компании Thai Leatherwork Co., Ltd., президент организации экспресс-перевозок.
Отец Понгпона Адирексана, Праман Адирексан, был одним из соучредителей партии тайской нации и зятем бывшего премьер-министра Чатчая Чунхавана. Брат Понпона, Юнйол, был также политиком.
В настоящее время Понгпон Адирексан занимается съёмками документальных фильмов о природе (Путешествие в Таиланд, Дикая природа Африки, От полюса до полюса), пишет художественные произведения. В Таиланде вышло много его книг, фотокниг, документальных фильмов.

## Политические назначения
В разное время Понгпон Адирексан работал в парламенте и занимал государственные должности: член парламента (1983—1986);
член парламента, министр иностранных дел (1992—1992); член парламента, министр в канцелярии премьер-министра (1995—1996); член парламента, министр сельского хозяйства и кооперативов (1996—2000); заместитель Премьер-Министра, министр образования (2002—2003).

## Писательская карьера
Проиграв выборы 1992 года, и будучи отстранен от министерских должностей, включая должность Министра иностранных дел, Понгпол Адирексарн начал писать романы. Как писатель, он предпочитал использовать псевдоним Paul Adirex, поскольку считал, что его Тайское имя слишком сложно для иностранных читателей.
Его перу принадлежат следующие романы:
- Пираты Тарутао, 1994, ISBN 974-89020-2-1974-89020-2-1;
- Меконг, 1995, ISBN 974-89244-8-3974-89244-8-3;
- До окончания кармы, 1996, ISBN 974-89396-2-6974-89396-2-6;
- Эффект Кинг-Конга, 1998, ISBN 974-89620-3-2974-89620-3-2;
- Раттанакосин, 2005, ISBN 974-9754-05-0974-9754-05-0;
- Мужчина хамелеон, 2006, ISBN 978-974-94141-7-0978-974-94141-7-0.

## Королевские награды
- Рыцарь Великого креста (первый класс) благородного Ордена короны Таиланда
- Рыцарь Великого креста (первый класс) возвышенного Ордена белого слона
- Рыцарь Великого Кордона (специальный класс) благородного Ордена короны Таиланда
- Рыцарь Великого Кордона (специальный класс) возвышенного Ордена Белого слона